# 110 mètres haies aux championnats du monde d'athlétisme 2017
Pour un article plus général, voir Championnats du monde d'athlétisme 2017.
Navigation
Pékin 2015 Doha 2019
L'épreuve du 110 mètres haies des championnats du monde de 2017 se déroule les 6 et 7 août 2017 dans le Stade olympique de Londres, au Royaume-Uni. Elle est remportée par le Jamaïcain Omar McLeod.

## Critères de qualification
Pour se qualifier pour les championnats, il faut avoir réalisé 13 s 48 ou moins entre le 1er octobre 2016 et le 23 juillet 2017.

## Médaillés
| Or          | Argent             | Bronze      |
| Omar McLeod | Sergueï Choubenkov | Balázs Baji |

## Résultats

### Finale
| Rang               | Couloir | Athlète            | Pays                       | Temps   |
| ------------------ | ------- | ------------------ | -------------------------- | ------- |
| Médaille d'or      | 4       | Omar McLeod        | Jamaïque                   | 13 s 04 |
| Médaille d'argent  | 2       | Sergueï Choubenkov | Athlètes neutres autorisés | 13 s 14 |
| Médaille de bronze | 5       | Balázs Baji        | Hongrie                    | 13 s 28 |
| 4                  | 6       | Garfield Darien    | France                     | 13 s 30 |
| 5                  | 9       | Aries Merritt      | États-Unis                 | 13 s 31 |
| 6                  | 7       | Shane Brathwaite   | Barbade                    | 13 s 32 |
| 7                  | 3       | Orlando Ortega     | Espagne                    | 13 s 37 |
| 8                  | 8       | Hansle Parchment   | Jamaïque                   | 13 s 37 |

### Demi-finales
Les 2 premiers (Q) et les 2 meilleurs temps (q) se qualifient pour la finale.
| Rang | Série | Ligne | Nom                     | Nationalité                      | Temps              | Notes |
| ---- | ----- | ----- | ----------------------- | -------------------------------- | ------------------ | ----- |
| 1    | 1     | 7     | Omar McLeod             | Jamaïque                         | 13 s 11            | Q     |
| 2    | 1     | 6     | Garfield Darien         | France                           | 13 s 17            | Q     |
| 3    | 1     | 9     | Sergueï Choubenkov      | Athlètes Neutres Autorisés (ANA) | 13 s 22            | q     |
| 4    | 1     | 4     | Orlando Ortega          | Espagne                          | 13 s 23 (0.224 ms) | q     |
| 5    | 3     | 5     | Balázs Baji             | Hongrie                          | 13 s 23 (0.228 ms) | Q     |
| 6    | 3     | 7     | Aries Merritt           | États-Unis                       | 13 s 25            | Q     |
| 7    | 2     | 5     | Shane Brathwaite        | Barbade                          | 13 s 26            | Q     |
| 8    | 2     | 7     | Hansle Parchment        | Jamaïque                         | 13 s 27 (0.262 ms) | Q     |
| 9    | 2     | 4     | Devon Allen             | États-Unis                       | 13 s 27 (0.265 ms) |       |
| 10   | 2     | 6     | Andrew Pozzi            | Royaume-Uni                      | 13 s 28            |       |
| 11   | 1     | 5     | Milan Trajkovic         | Chypre                           | 13 s 32            |       |
| 12   | 3     | 4     | Xie Wenjun              | Chine                            | 13 s 36            |       |
| 13   | 1     | 8     | Aleec Harris            | États-Unis                       | 13 s 40            |       |
| 14   | 2     | 9     | Damian Czykier          | Pologne                          | 13 s 42            |       |
| 15   | 2     | 3     | Roger Iribarne          | Cuba                             | 13 s 43            |       |
| 16   | 3     | 9     | Antonio Alkana          | Afrique du Sud                   | 13 s 59            |       |
| 17   | 2     | 8     | Yidiel Contreras        | Espagne                          | 13 s 65            |       |
| 18   | 3     | 6     | Eddie Lovett            | Îles Vierges des États-Unis      | 13 s 67            |       |
| 19   | 3     | 3     | Éder Antonio Souza      | Brésil                           | 13 s 70            |       |
| 20   | 1     | 2     | Genta Masuno            | Japon                            | 13 s 79 (0.784 ms) |       |
| 21   | 2     | 2     | Matthias Bühler         | Allemagne                        | 13 s 79 (0.785 ms) |       |
| 22   | 3     | 8     | Johnathan Cabral        | Canada                           | 14 s 98            |       |
| —    | 1     | 3     | Yaqoub Mohamed Al-Youha | Koweït                           | DNF                |       |
| —    | 3     | 2     | Yordan O'Farrill        | Cuba                             | DNF                |       |

### Séries
Les 4 premiers de chaque série (Q) et les 4 plus rapides(q) sont qualifiés pour les demi-finales.
| Rang | Série | Ligne | Nom                     | Nationalité                 | Temps              | Notes |
| ---- | ----- | ----- | ----------------------- | --------------------------- | ------------------ | ----- |
| 1    | 3     | 8     | Aries Merritt           | États-Unis                  | 13 s 16            | Q     |
| 2    | 1     | 1     | Omar McLeod             | Jamaïque                    | 13 s 23            | Q     |
| 3    | 2     | 7     | Devon Allen             | États-Unis                  | 13 s 26            | Q     |
| 4    | 4     | 7     | Andrew Pozzi            | Royaume-Uni                 | 13 s 28            | Q     |
| 5    | 4     | 8     | Xie Wenjun              | Chine                       | 13 s 34            | Q     |
| 6    | 1     | 3     | Balázs Baji             | Hongrie                     | 13 s 35            | Q     |
| 7    | 2     | 4     | Garfield Darien         | France                      | 13 s 36            | Q     |
| 8    | 5     | 2     | Orlando Ortega          | Espagne                     | 13 s 37            | Q     |
| 9    | 4     | 3     | Milan Trajkovic         | Chypre                      | 13 s 38            | Q     |
| 10   | 3     | 5     | Shane Brathwaite        | Barbade                     | 13 s 39            | Q     |
| 11   | 4     | 2     | Yidiel Contreras        | Espagne                     | 13 s 40            | Q, SB |
| 12   | 1     | 5     | Eddie Lovett            | Îles Vierges des États-Unis | 13 s 41            | Q, SB |
| 13   | 5     | 5     | Hansle Parchment        | Jamaïque                    | 13 s 42            | Q     |
| 14   | 3     | 6     | Antonio Alkana          | Afrique du Sud              | 13 s 43            | Q     |
| 15   | 5     | 7     | Sergueï Choubenkov      | Athlètes Neutres Autorisés  | 13 s 47            | Q     |
| 16   | 4     | 6     | Roger Iribarne          | Cuba                        | 13 s 48            | q     |
| 17   | 1     | 9     | Aleec Harris            | États-Unis                  | 13 s 50            | Q     |
| 18   | 4     | 5     | Matthias Bühler         | Allemagne                   | 13 s 52            | q     |
| 19   | 5     | 6     | Johnathan Cabral        | Canada                      | 13 s 53 (0.528 ms) | Q     |
| 20   | 2     | 9     | Damian Czykier          | Pologne                     | 13 s 53 (0.530 ms) | Q     |
| 21   | 3     | 4     | Éder Antonio Souza      | Brésil                      | 13 s 56 (0.551 ms) | Q     |
| 22   | 1     | 2     | Yordan O'Farrill        | Cuba                        | 13 s 56 (0.552 ms) | q     |
| 23   | 4     | 4     | Yaqoub Mohamed al-Youha | Koweït                      | 13 s 56 (0.560 ms) | q     |
| 24   | 2     | 3     | Genta Masuno            | Japon                       | 13 s 58 (0.573 ms) | Q     |
| 24   | 3     | 9     | Aurel Manga             | France                      | 13 s 58 (0.573 ms) |       |
| 26   | 1     | 6     | David Omoregie          | Royaume-Uni                 | 13 s 59            |       |
| 27   | 5     | 9     | Nicholas Hough          | Australie                   | 13 s 61            |       |
| 28   | 3     | 3     | Konstadinos Douvalidis  | Grèce                       | 13 s 62            |       |
| 29   | 2     | 8     | Abdulaziz al-Mandeel    | Koweït                      | 13 s 63 (0.621 ms) |       |
| 30   | 2     | 2     | Ruebin Walters          | Trinité-et-Tobago           | 13 s 63 (0.630 ms) |       |
| 31   | 2     | 6     | Siddhanth Thingalaya    | Inde                        | 13 s 64            |       |
| 32   | 1     | 7     | Shunya Takayama         | Japon                       | 13 s 65            |       |
| 33   | 2     | 5     | David King              | Royaume-Uni                 | 13 s 67            |       |
| 34   | 3     | 7     | Hideki Omuro            | Japon                       | 13 s 78 (0.771 ms) |       |
| 35   | 5     | 4     | Jeffrey Julmis          | Haïti                       | 13 s 78 (0.780 ms) |       |
| 36   | 3     | 2     | Kim Byung-jun           | Corée du Sud                | 13 s 81            |       |
| 37   | 5     | 3     | Mikel Thomas            | Trinité-et-Tobago           | 13 s 98            |       |
| 38   | 1     | 4     | Ahmad Hazer             | Liban                       | 14 s 51            |       |
| 39   | 1     | 8     | Xaysa Anousone          | Laos                        | 14 s 55            |       |
| —    | 4     | 9     | Ronald Levy             | Jamaïque                    | —                  | DNF   |
| —    | 5     | 8     | Milan Ristić            | Serbie                      | —                  | DQ    |

## Légende
Records et Performances
- AR : Record continental (area record)
- CR : Record des championnats (championship record)
- MR : Record du meeting (meet record)
- NR : Record national (national record)
- OR : Record olympique (olympic record)
- PR : Record paralympique (paralympic record)
- PB : Record personnel (personal best)
- SB : Meilleure performance personnelle de la saison (season's best)
- WL : Meilleure performance mondiale de l'année (world leader)
- WJR : Record du monde junior (world junior record)
- WR : Record du monde (world record)

Circonstances et Conditions
- DNF : N'a pas terminé (did not finish)
- DNS : N'a pas pris le départ (did not start)
- DQ : Disqualification (disqualification)
- NM : Aucun essai valable enregistré (No Mark)
- Q : Qualifié « directement » au prochain tour (ou à la prochaine compétition), lors d'une compétition majeure, grâce au classement ou à la réalisation des minima (automatic qualifier)
- q : Qualifié au prochain tour (ou à la prochaine compétition), lors d'une compétition majeure, grâce au repêchage ou à la réalisation de l'une des meilleures performances parmi celles des « non qualifiés directement » (grâce au meilleur temps ou à la meilleure distance par exemple) (secondary qualifier)